# Inga alata
Inga alata är en ärtväxtart som beskrevs av Raymond Benoist. Inga alata ingår i släktet Inga och familjen ärtväxter. Inga underarter finns listade i Catalogue of Life.